# 라따나꼬신 왕국
라따나꼬신 왕국 혹은 랏따나꼬신 왕국(태국어: กรุงรัตนโกสินทร์, Rattanakosin Kingdom)은 태국의 네 번째 왕국으로 가장 큰 타이 왕국을 일구었다. 이 영토에는 캄보디아, 라오스, 말레이 왕국의 일부까지 포함되었다. 이 왕국은 짜끄리 왕조에 의해 1932년까지 통치되었다.

라따나꼬신 왕국의 국기 (1885-1893)

라따나꼬신 왕국의 국기 (1893-1916)

## 역사
1786년에서 1932년까지 태국의 현 영토는 시암에 의해 통치되었으며, 처음에는 톤부리를 수도로 하다가 이후 라따나꼬신으로 천도를 하였다. 이 두 곳은 현재 방콕의 범위 안에 존재하고 있다. 이 왕조의 전반기는 왕조의 통치를 굳건히 하는 시대였고, 버마, 베트남, 라오스와 끊임없이 전쟁을 하였다. 후반기는 대영 제국과 프랑스 등과 같은 서구 열강과의 교류를 통해 동남아시아의 국가들 중에서 유일하게 식민 통치를 받지 않은 국가로 살아 남았다. 내부적으로는 중앙집권제 왕정을 강화하였으며, 서구 열강과의 협상을 통해 국경선을 정하였다. 외국과의 교역을 통해, 노예 제도를 폐지하고, 중산층을 통합한 교육의 확대로 중요한 사회적, 경제적인 진보를 일구었다. 그러나 실질적인 정치 개혁이 뒤따르지 못해 1932년 군사 쿠데타로 전복되었다.

## 같이 보기
- 태국의 군주 목록